# Dekanat Łomża – św. Michała Archanioła

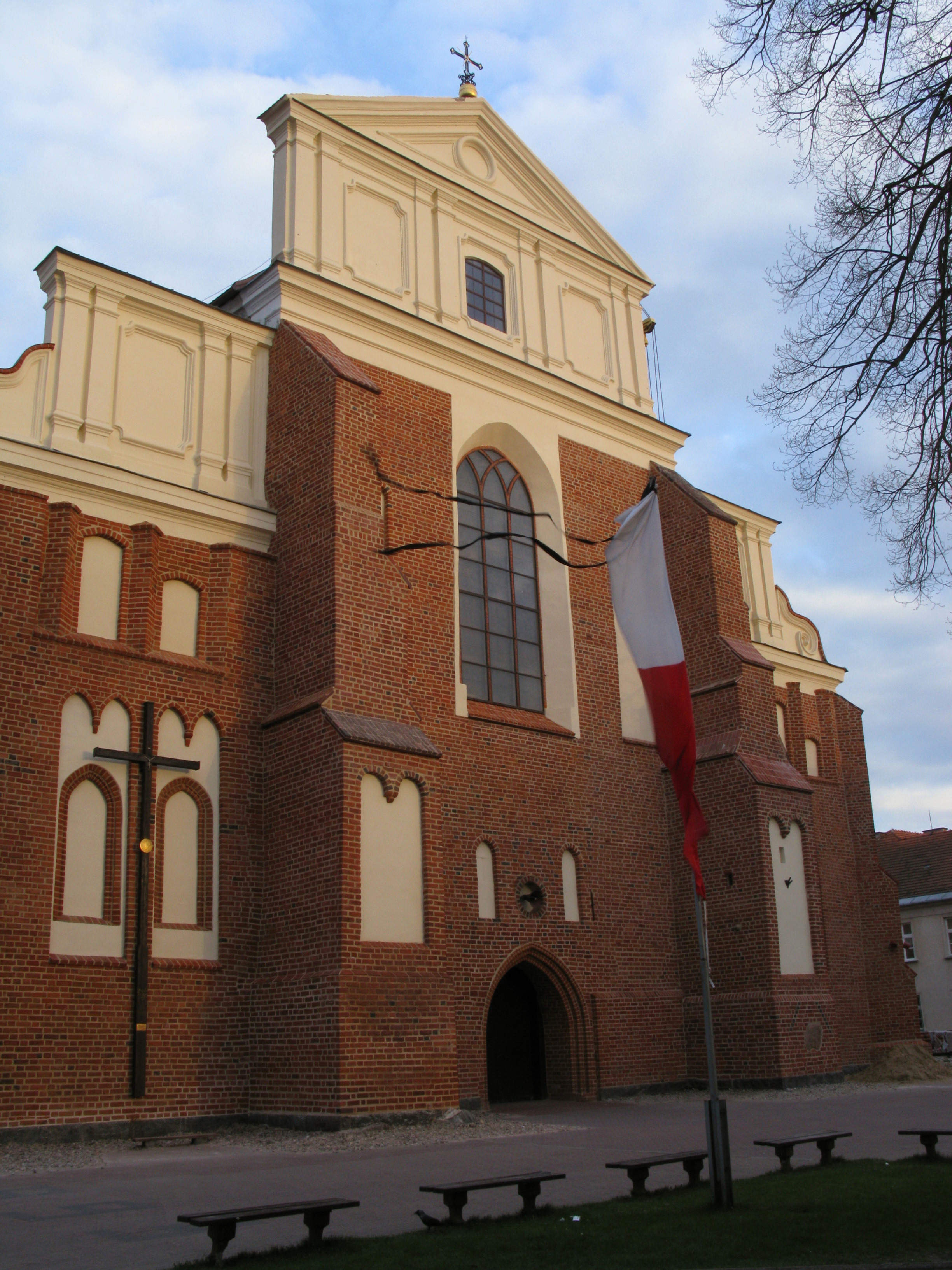
Katedra pw. św. Michała Archanioła w Łomży

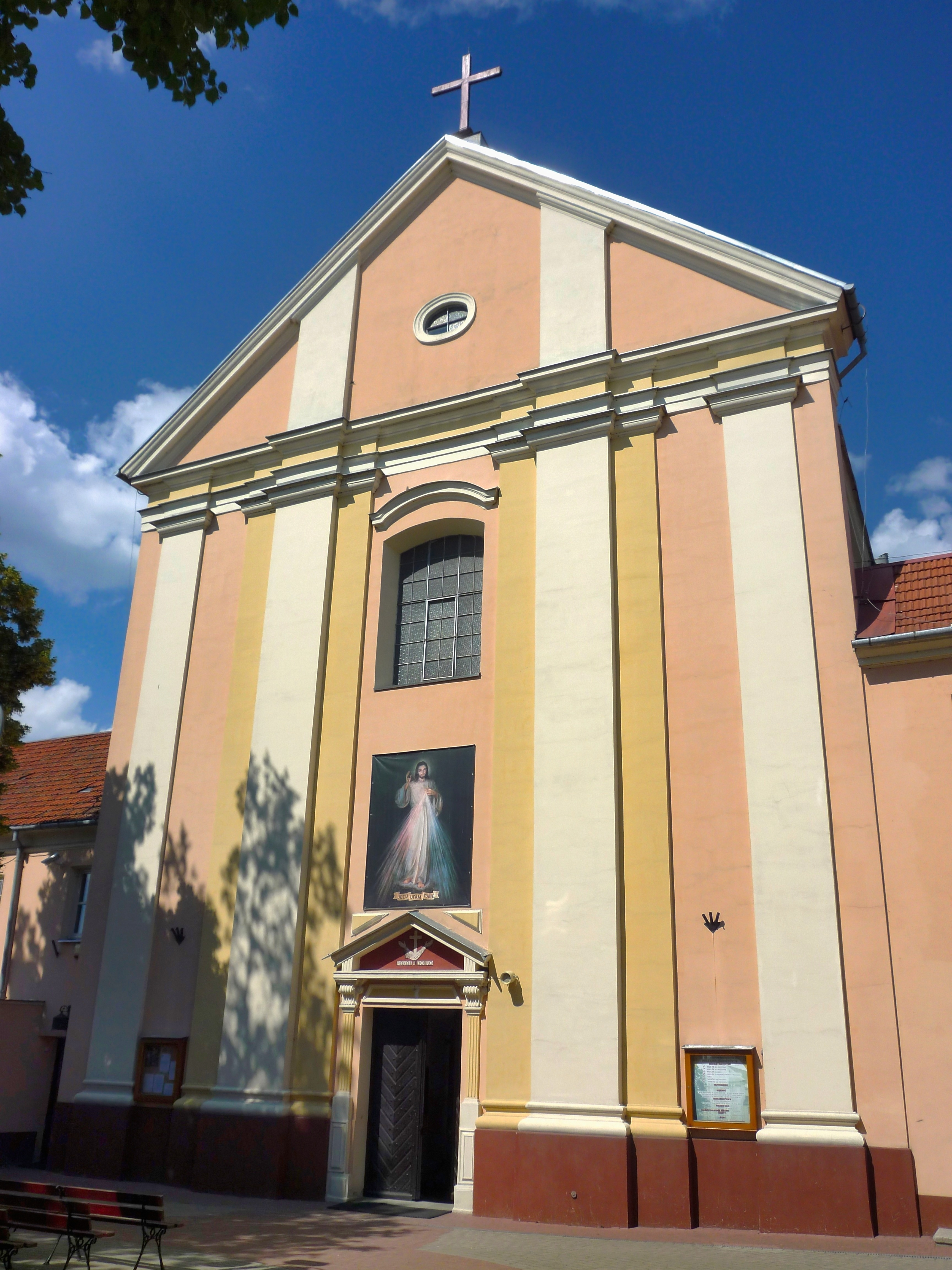
Kościół pw. Matki Boskiej Bolesnej w Łomży

Dekanat Łomża – św. Michała Archanioła – jeden z 24 dekanatów rzymskokatolickich należących do diecezji łomżyńskiej.

## Parafie
W skład dekanatu wchodzi 8 parafii:
- parafia pw. Bożego Ciała w Łomży
  - Kościół parafialny – pw. Bożego Ciała
  - Giełczyn – Kaplica pw. MB Nieustającej Pomocy
- parafia pw. Krzyża Świętego w Łomży
  - Kościół parafialny – pw. Krzyża Świętego
- parafia pw. Matki Boskiej Bolesnej w Łomży
  - Kościół parafialny – pw. Matki Boskiej Bolesnej
- parafia pw. Miłosierdzia Bożego w Łomży
  - Kościół parafialny pw. Miłosierdzia Bożego został ustanowiony jako Sanktuarium Miłosierdzia Bożego
- parafia pw. św. Andrzeja Boboli w Łomży
  - Kościół parafialny – pw. św. Andrzeja Boboli
  - Podgórze – Kościół rektoralny pw. św. Antoniego Padewskiego
  - Siemień – Kaplica w budynku straży pożarnej
- parafia pw. św. Michała Archanioła w Łomży
  - Kościół parafialny – Katedra św. Michała Archanioła
  - Kościół zakonny ss. Benedyktynek pw. Trójcy Przenajświętszej
  - Kościół Rektoralny pw. Wniebowzięcia Najświętszej Maryi Panny w Łomży
- parafia pw. św. Wojciecha Biskupa i Męczennika w Puchałach
  - Kościół parafialny – pw. św. Wojciecha BM
  - Pruszki Wielkie – Kościół filialny pw. św. Mikołaja Biskupa
- parafia pw. Najświętszej Maryi Panny Matki Kościoła w Wygodzie
  - Kościół parafialny – pw. NMP Matki Kościoła
  - Czerwony Bór – Kaplica pw. św. Judy Tadeusza Ap.
  - Czerwony Bór – Kaplica pw. Miłosierdzia Bożego (w Zakładzie Karnym).

## Władze dekanatu
Władze dekanatu stanowią;
- Dziekan: ks. kan mgr Marian Mieczkowski
- Wicedziekan: ks. prał. mgr Jerzy Abramowicz
- Ojciec Duchowny: o. Krzysztof Groszyk OFM Cap.

## Sąsiednie dekanaty
Łomża – św. Brunona, Piątnica, Zambrów